# SELV

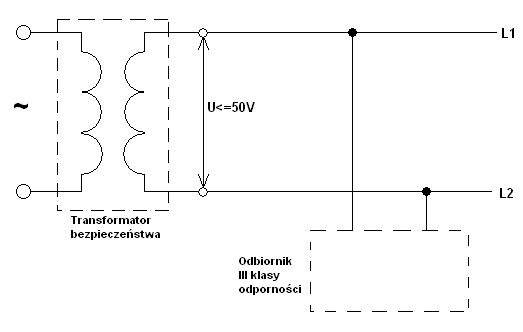
Obwód SELV prądu przemiennego

SELV (ang. Separated or Safety Extra-Low Voltage) – obwód o napięciu znamionowym bardzo niskim (ELV) bez uziemienia funkcjonalnego. Zasilany jest ze źródła napięcia bardzo niskiego (np. transformator bezpieczeństwa lub źródło elektrochemiczne). W obwodzie SELV części czynne nie powinny być połączone z uziomem ani częściami czynnymi (i/lub przewodami ochronnymi) innych obwodów. Natomiast części przewodzące dostępne nie powinny być połączone ani z uziomem, ani z przewodami ochronnymi (i/lub częściami przewodzącymi dostępnymi) innych instalacji.